# Atomerőmű SE (kosárlabda)
Az Atomerőmű SE egy NB I/A csoportos paksi kosárlabdacsapat. 4-szeres magyar bajnok és kupagyőztes.

## Bemutatkozás

### A kezdetek
A sportág paksi alapítói 1946-ban a kereskedelmi középiskola tanulói voltak, ahol 1948 őszétől Szentesi Alajos testnevelő tanár irányításával kezdődtek meg a szakszerű edzések és a bekapcsolódás a versenysportba. 
Az Atomerőmű SE 1979 évi megalakulásával egyidejűleg megalakult a kosárlabda szakosztály is Nagy János játékos edző szervező munkájának eredményeképpen. A játékos keretet kezdetben az atomerőmű dolgozói képezték, akik a sportágat hobbi szinten űzték.

### A fokozatos fejlődés évei
A 80-as évek második felére született meg az elhatározás az egyesület vezetésében, hogy a kosárlabda élsport legyen. A szakosztály vezetésével Csűrös Dénest bízták meg. A játékosállomány fokozatos megerősítésével és a szakmai munka minőségének javításával a férfi kosárlabdacsapat a 90-es években az NB1/A csoport stabil részesévé, meghatározó együttesévé vált. Ezek alatt az évek alatt több olyan edző is megfordult a csapatnál, akiknek ma is komoly neve van a szakmában (pl. Juhász Sándor, Vertetics István, Rezák László). Több magyar válogatott, illetve - légiósok személyében - más ország válogatottjai is erősítették a paksi csapatot (Morgen Frigyes, Radovics József, Mokos Gábor, Gulyás Róbert, Boros Zoltán, Mérész Tamás, Rajkó Zsolt, a külföldiek közül pedig Darius Lukminas és Arunas Vysockas), de ami a legfontosabb, hogy itt nevelkedett és vált európai szintű kosarassá Gulyás Róbert. A 90-es évek dinamikus fejlődése után a magyar bajnokságban az ASE az 1998/1999-es szezonban az alapszakasz 4. helyét szerezte meg. A rájátszásban egy Albacomp-ASE párharcban a későbbi bajnoktól 3-2 arányú szoros vereség után nem jutott a döntőbe és végül a 4. helyen végzett, ami addigi legnagyobb sikere volt. 
Nagy sikernek könyvelhető el, hogy ugyanebben a szezonban a nemzetközi kupában is kiválóan szerepelt a csapat, a rangos Saporta kupában bejutott a legjobb 16 közé. Ebben a sorozatban hazai pályán legyőzte a nagyhírű AEK Athent és csak szoros küzdelemben maradt alul hazai pályán a későbbi döntős Pamesa Valencia ellen. Ebben az időszakban a csapat edzője Rezák László volt, akit 1999 nyarán Fodor Péter váltott a kispadon.

### A közelmúlt
A 90-es évek fejlődését az 1999/2000 évi szezon váratlan 9. helyezése törte meg. 
2000. elején változás történt a szakosztály vezetésében és működésében. Az egyesület elnöksége a szakosztály munkáját több mint 15 évig irányító Csűrös Dénes helyett a szakosztályelnöki feladattal Tóth Jánost bízta meg. 
A 2000/2001 szezon kezdetére jelentős átalakuláson ment át úgy a szakosztály irányítása és gazdálkodása, mint a csapat összetétele. A 2000-2003. évek közötti időszakban a csapat gerincét kisebb változásokkal olyan játékosok képezték, mint a válogatott Czigler László, Fodor Gergely, Mészáros Zalán és Sitku Ernő. A légiósok közül kiemelendő az egyik legjobb magyarországi légiósként nyilvántartott Terrence Davis vagy a küzdeni tudásáról ismert Vaidas Jurgilas. A csapat összetétele valamint a szakmai, szervezeti és gazdasági háttér megalapozta ezen évek soha nem látott sikereit, ami egy bajnoki címben (2002), két Magyar Kupa győzelemben (2001, 2003) egy bajnoki második (2001) és egy magyar kupa második (2002) helyezésben testesült meg. 
2003. nyarán Zsoldos András vette át a csapat szakmai irányítását Fodor Pétertől, aki négy évig volt az ASE vezető edzője.

### A Zsoldos-éra
Zsoldos András a szombathelyi Falco csapatától érkezett. A legelső 2003/2004-es szezonban annak ellenére, hogy válogatott játékosok távoztak a csapatból (Sitku Ernő, Fodor Gergely) a csapat bejutott a bajnoki döntőbe, ahol végül a Kaposvár diadalmaskodott 3:1-es összesítéssel. A következő két évben a csapat szinte mindent megnyert amit lehetett, két bajnoki cím mellé egy Magyar Kupa arannyal és ezüsttel gazdagodott. 2004/2005-ben a döntőben a Debrecent múlta felül szoros csatában (3:2), a következő évben az Albacompot (3:0). A két hazai rendezésű Magyar Kupa döntőből az elsőt megnyerte az ASE az Albacomp ellen, míg a következő évben a Kecskemét diadalmaskodott. Zsoldos András második évében elbúcsúzott a csapat Terrence Davistől, aki négy évig volt a közönség egyik kedvence. Helyette érkezett Chris Monroe, aki méltó helyettesnek bizonyult és a 2006/2007. szezontól már az olasz I. ligában szerepelt.
A 2006/2007-es szezon kissé gyengébben sikerült az előző évekhez képest, s ez részben a sok sérülésnek is volt betudható. A négy közé jutásért az ASE 3:1-es vereséget szenvedett a szombathelyi Falco ellen, így a bajnokság 5. helyén végzett.
A 2007/2008-as évet új edzővel, a Körmendről érkező Sabáli Balázzsal és szinte új játékoskerettel kezdte meg az ASE. Kicserélődött a teljes külföldi sor, valamint 9 év után távozott Czigler László. Az ő helyét a korábbi paksi legenda, Gulyás Róbert vette át. A Magyar Kupában immár „hagyományosan” idegenben sikerült győzedelmeskednünk. Szombathelyen előbb a Körmendet, majd a helyi Falcot sikerült legyőznünk. Sajnos a bajnokságban az alapszakasz 5. helye után újra a negyeddöntő jelentette a végállomást (Albacomp-ASE 3:2). 2008/2009-es szezon jó kezdése után visszaestünk, amit játékos-cserékkel és nem utolsósorban új edzővel próbált az ASE megoldani. Sabáli Balázst a Kaposvárról érkezett Branislav Dzunic váltotta, akivel egy szenzációs hajrával a bajnoki alapszakasz 2. helyét szerezte meg az Atomerőmű és ellentmondást nem tűrő játékkal sikerült megszereznie 4. bajnoki címét is. (Negyeddöntő: ASE-Szolnok 3:1, elődöntő ASE-Falco 3:0, döntő PVSK-ASE 0:3)

## Eredmények

### Bajnokság
| Évad      | Név                | Helyezés            |
| 1979/1980 | Paksi Atomerőmű SE | Megyei bajnokság 1. |
| 1980/1981 | Paksi Atomerőmű SE | NB II. 6.           |
| 1981/1982 | Paksi Atomerőmű SE | NB II. 5.           |
| 1982/1983 | Paksi Atomerőmű SE | NB II. 3            |
| 1983/1984 | Paksi Atomerőmű SE | NB II. 4.           |
| 1984/1985 | Paksi Atomerőmű SE | NB II. 7.           |
| 1985/1986 | Paksi Atomerőmű SE | NB II. 1.           |
| 1986/1987 | Paksi Atomerőmű SE | NB I/B. 6.          |
| 1987–1988 | Paksi Atomerőmű SE | 16.                 |
| 1988–1989 | Paksi Atomerőmű SE | 11.                 |
| 1989–1990 | Atomerőmű SE       | 7.                  |
| 1990–1991 | Atomerőmű SE       | 7.                  |
| 1991–1992 | Atomerőmű SE       | 11.                 |
| 1992–1993 | Atomerőmű SE       | 11.                 |
| 1993–1994 | Atomerőmű SE       | 7.                  |
| 1994–1995 | Atomerőmű SE       | 6.                  |
| 1995–1996 | Atomerőmű SE       | 6.                  |
| 1996–1997 | Atomerőmű SE       | 8                   |
| 1997–1998 | Atomerőmű SE       | 5.                  |
| 1998–1999 | Atomerőmű SE       | 4.                  |
| 1999–2000 | Atomerőmű SE       | 9.                  |

| Évad      | Név          | Helyezés |
| 2000–2001 | Atomerőmű SE | 2.       |
| 2001–2002 | Atomerőmű SE | 1.       |
| 2002–2003 | Atomerőmű SE | 6.       |
| 2003–2004 | Atomerőmű SE | 2.       |
| 2004–2005 | Atomerőmű SE | 1.       |
| 2005–2006 | Atomerőmű SE | 1.       |
| 2006–2007 | Atomerőmű SE | 6.       |
| 2007–2008 | Atomerőmű SE | 7.       |
| 2008–2009 | Atomerőmű SE | 1.       |
| 2009–2010 | Atomerőmű SE | 2.       |
| 2010–2011 | Atomerőmű SE | 4.       |
| 2011–2012 | Atomerőmű SE | 5.       |
| 2012–2013 | Atomerőmű SE | 3.       |
| 2013–2014 | Atomerőmű SE | 2.       |
| 2014–2015 | Atomerőmű SE | 3.       |
| 2015–2016 | Atomerőmű SE | 4.       |
| 2016–2017 | Atomerőmű SE | 11.      |
| 2017–2018 | Atomerőmű SE | 8.       |
| 2018–2019 | Atomerőmű SE | 6.       |
| 2019-2020 | Atomerőmű SE | -        |
| 2020-2021 | Atomerőmű SE | 8.       |
| 2021-2022 | Atomerőmű SE | 13.      |
| 2022-2023 | Atomerőmű SE | 11.      |

### Magyar kupa
- 2001, 2003, 2005, 2008
- 2002, 2006, 2012
- 1999, 2013, 2015, 2025[forrás?]

## Játékosok
Utolsó módosítás: 2023. október 5.
| Játékosok | Edzők |              |       |          |                               |                          |
| \| Mezszám \| Név \| Ország \| Poszt \| Magasság \| Életkor \| Korábbi csapat \| \| ------- \| ----------------- \| ------ \| ----- \| -------- \| ----------------------------- \| ------------------------ \| \| 0 \| Darrin Govens \| \| 1 \| 185 cm \| 1988. január 5. (37 éves) \| CSP Limoges \| \| 1 \| Derrick Woods \| \| 4 \| 203 cm \| 1996. augusztus 25. (28 éves) \| Rapla BS \| \| 3 \| Gulyás Milán \| \| 2-3 \| 190 cm \| 1998. június 18. (26 éves) \| ZTE KK \| \| 4 \| Pajor Dávid \| \| 2 \| 187 cm \| 2001. február 4. (24 éves) \| Utánpótlásból került fel \| \| 5 \| Maliek White \| \| 1-2 \| 191 cm \| 1998. június 6. (26 éves) \| Soproni KC \| \| 6 \| Kovács Ákos \| \| 1 \| 183 cm \| 1988. augusztus 16. (36 éves) \| Alba Fehérvár \| \| 7 \| Eilingsfeld János \| \| 4-5 \| 198 cm \| 1991. február 5. (34 éves) \| Szolnoki Olajbányász \| \| 10 \| Géringer Gergő \| \| 3-4 \| 194 cm \| 2005. \| Utánpótlásból került fel \| \| 11 \| Radics Gerzson \| \| 2-3 \| 192 cm \| 2002. március 1. (23 éves) \| Vasas Akadémia \| \| 17 \| Kékesi Kolos \| \| 2-3 \| 189 cm \| 2006. január 16. (19 éves) \| Utánpótlásból került fel \| \| 19 \| Dorogi Gergő \| \| 4-5 \| 204 cm \| 2000. \| OSE LIONS \| \| 20 \| Sövegjártó Ábel \| \| 4-3 \| 201 cm \| 2002. november 13. (22 éves) \| Falco KC Szombathely \| \| 33 \| Mario Ihring \| \| 2-1 \| 193 cm \| 1998. június 13. (26 éves) \| Mitteldeutscher BC \| \| 44 \| Keith Wright \| \| 4-5 \| 203 cm \| 1989. július 22. (35 éves) \| Évreux Basket \| \| \| Duda Szanadze \| \| 3 \| 197 cm \| 1992. július 25. (32 éves) \| Anorthosis \| | Vezetőedző Edző(k) Szentendrei Áron Megjegyzés, jelmagyarázatA dőlttel szedett játékosok U23-es szabálynak megfelelnek. A vastagon szedettek válogatott játékosok. |              |       |          |                               |                          |
| Mezszám | Név | Ország       | Poszt | Magasság | Életkor                       | Korábbi csapat           |
| 0 | Darrin Govens | USA          | 1     | 185 cm   | 1988. január 5. (37 éves)     | CSP Limoges              |
| 1 | Derrick Woods | USA          | 4     | 203 cm   | 1996. augusztus 25. (28 éves) | Rapla BS                 |
| 3 | Gulyás Milán | magyar       | 2-3   | 190 cm   | 1998. június 18. (26 éves)    | ZTE KK                   |
| 4 | Pajor Dávid | Magyarország | 2     | 187 cm   | 2001. február 4. (24 éves)    | Utánpótlásból került fel |
| 5 | Maliek White | USA          | 1-2   | 191 cm   | 1998. június 6. (26 éves)     | Soproni KC               |
| 6 | Kovács Ákos | Magyarország | 1     | 183 cm   | 1988. augusztus 16. (36 éves) | Alba Fehérvár            |
| 7 | Eilingsfeld János | Magyarország | 4-5   | 198 cm   | 1991. február 5. (34 éves)    | Szolnoki Olajbányász     |
| 10 | Géringer Gergő | Magyarország | 3-4   | 194 cm   | 2005.                         | Utánpótlásból került fel |
| 11 | Radics Gerzson | Magyarország | 2-3   | 192 cm   | 2002. március 1. (23 éves)    | Vasas Akadémia           |
| 17 | Kékesi Kolos | Magyarország | 2-3   | 189 cm   | 2006. január 16. (19 éves)    | Utánpótlásból került fel |
| 19 | Dorogi Gergő | Magyarország | 4-5   | 204 cm   | 2000.                         | OSE LIONS                |
| 20 | Sövegjártó Ábel | Magyarország | 4-3   | 201 cm   | 2002. november 13. (22 éves)  | Falco KC Szombathely     |
| 33 | Mario Ihring | szlovák      | 2-1   | 193 cm   | 1998. június 13. (26 éves)    | Mitteldeutscher BC       |
| 44 | Keith Wright | USA          | 4-5   | 203 cm   | 1989. július 22. (35 éves)    | Évreux Basket            |
| | Duda Szanadze | grúz         | 3     | 197 cm   | 1992. július 25. (32 éves)    | Anorthosis               |

| Mezszám | Név               | Ország       | Poszt | Magasság | Életkor                       | Korábbi csapat           |
| ------- | ----------------- | ------------ | ----- | -------- | ----------------------------- | ------------------------ |
| 0       | Darrin Govens     | USA          | 1     | 185 cm   | 1988. január 5. (37 éves)     | CSP Limoges              |
| 1       | Derrick Woods     | USA          | 4     | 203 cm   | 1996. augusztus 25. (28 éves) | Rapla BS                 |
| 3       | Gulyás Milán      | magyar       | 2-3   | 190 cm   | 1998. június 18. (26 éves)    | ZTE KK                   |
| 4       | Pajor Dávid       | Magyarország | 2     | 187 cm   | 2001. február 4. (24 éves)    | Utánpótlásból került fel |
| 5       | Maliek White      | USA          | 1-2   | 191 cm   | 1998. június 6. (26 éves)     | Soproni KC               |
| 6       | Kovács Ákos       | Magyarország | 1     | 183 cm   | 1988. augusztus 16. (36 éves) | Alba Fehérvár            |
| 7       | Eilingsfeld János | Magyarország | 4-5   | 198 cm   | 1991. február 5. (34 éves)    | Szolnoki Olajbányász     |
| 10      | Géringer Gergő    | Magyarország | 3-4   | 194 cm   | 2005.                         | Utánpótlásból került fel |
| 11      | Radics Gerzson    | Magyarország | 2-3   | 192 cm   | 2002. március 1. (23 éves)    | Vasas Akadémia           |
| 17      | Kékesi Kolos      | Magyarország | 2-3   | 189 cm   | 2006. január 16. (19 éves)    | Utánpótlásból került fel |
| 19      | Dorogi Gergő      | Magyarország | 4-5   | 204 cm   | 2000.                         | OSE LIONS                |
| 20      | Sövegjártó Ábel   | Magyarország | 4-3   | 201 cm   | 2002. november 13. (22 éves)  | Falco KC Szombathely     |
| 33      | Mario Ihring      | szlovák      | 2-1   | 193 cm   | 1998. június 13. (26 éves)    | Mitteldeutscher BC       |
| 44      | Keith Wright      | USA          | 4-5   | 203 cm   | 1989. július 22. (35 éves)    | Évreux Basket            |
|         | Duda Szanadze     | grúz         | 3     | 197 cm   | 1992. július 25. (32 éves)    | Anorthosis               |